# Stjepan Spevec
Stjepan Spevec (Vukanci, 1839. június 14. – Zágráb, 1905. január 28.), horvát jogász, politikus, jogi doktor, a római jog professzora, a Zágrábi Egyetem Jog- és Államtudományi Kar dékánja, majd az egyetem rektorhelyettese és rektora, parlamenti képviselő volt.

## Élete és munkássága
Zágrábban szerzett jogi diplomát, majd 1868-ban Bécsben doktorált. 1868 és 1886 között a zágrábi jogakadémián római jogot tanított. A Jog- és Államtudományi Kar dékánja volt, ahol az 1875/1876-os tanévben a római jog intézményeinek történetét, a római jog általános részét, az államjogot és a nemzetközi jogot tanította. 1875-ben az akkori zágrábi I. Ferenc József Királyi Egyetem második rektorává választották. A következő tanévben Antun Kržan rektor mandátuma alatt az egyetem rektorhelyettesévé választották. A Vallási és Oktatási Osztály vezetője (1886) és a Királyi Hétszemélyes Tábla elnöke (1891), valamint 1875 és 1891 között a Horvát-Szlavón Királyság parlamenti képviselője volt. Részt vett az igazságszolgáltatási és oktatási törvények kidolgozásában. A nemzet anyagi és kulturális fejlődésének előmozdításáért V. Boroš-sal együtt megalapította a Szent Cirill és Metód Társaságot. Ferenc József császár 1895-ben belső titkos tanácsossá nevezte ki.
Zágrábban halt meg 65 évesen, 1905. január 28-án. A zágrábi Mirogoj temetőben temették el.

## Fordítás
Ez a szócikk részben vagy egészben  a   Stjepan Spevec című horvát Wikipédia-szócikk ezen változatának fordításán alapul.  Az eredeti cikk szerkesztőit annak laptörténete sorolja fel. Ez a jelzés csupán a megfogalmazás eredetét és a szerzői jogokat jelzi, nem szolgál a cikkben szereplő információk forrásmegjelöléseként.